# جناحپور
جناحپور نام نقشه ای در پاکستان برای ایجاد ایالتی خودمختار برای اردو زبان های مهاجرت کرده از هند (این افراد مهاجر نامیده می شوند) در کراچی است. 

## تاریخچه
مهاجرها در زمان بروز خشونت های مذهبی در هند پس از استقلال هند از انگلستان در سال ۱۹۴۷ به پاکستان مهاجرت کردند. نامی که این افراد برای ایالت خودمختار انتخاب کرده بودند جناحپور بود، که از نام محمد علی جناح برگرفته شده است. در سال ۱۹۹۲، ارتش پاکستان اعلام کرد که نقشه ایالت جناحپور را در دفتر جنبش قومی مهاجر (امروزه با نام جنبش قومی متحده شناخته می شود) یافته است، این در حالی که است که این حزب اصالت این نقشه ها را به شدت زیر سؤال برد. به رقم وفاداری عمیق این حزب به دولت پاکستان، نواز شریف تصمیم گرفت تا از این بهانه برای حمله نظامی به این حزب استفاده کند، نام این عملیات نظامی "پاکسازی" بود.
اتهامات مرتبط با تشکیل ایالت جناحپور، چندی بعد توسط نیروی وزارت اطلاعات پاکستان، ندیم دیر، که این نقشه ها و اسناد مرتبط را از دفتر جنبش قومی مهاجر یافته بود تکذیب شد. 